# Marie Tharp

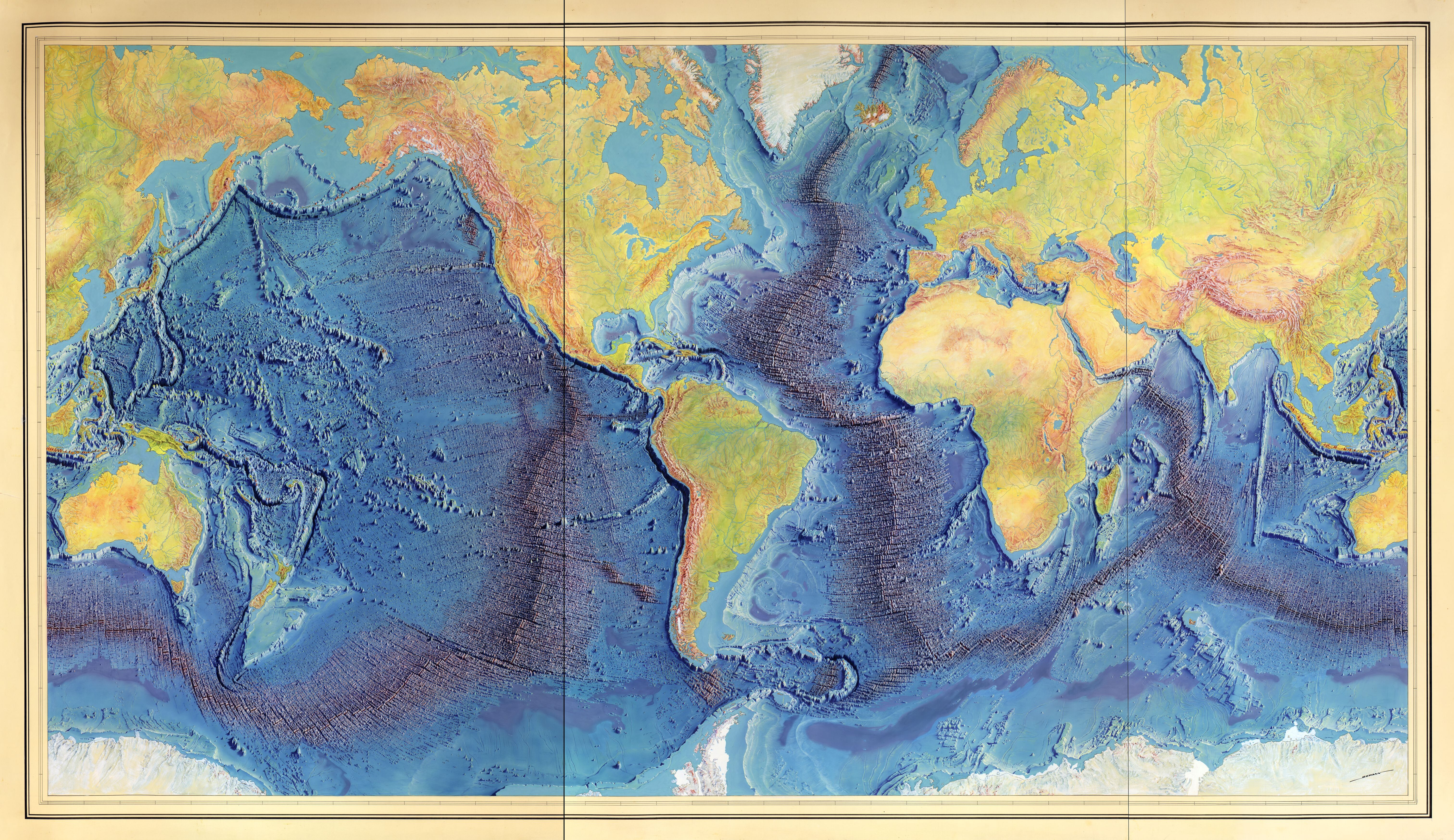

Marie Tharp, född 30 juli 1920 i Ypsilanti, Michigan, död 23 augusti 2006, var en amerikansk geolog och oceanografisk kartograf.  Tharp är känd för att, under 1950-talet, tillsammans med sin kollega Bruce Heezen ha skapat den första vetenskapliga kartan av den atlantiska centralryggen. Denna karta gav en mycket mer detaljerad bild av topografin och landskapet på havsbotten. Kartläggningen av mittatlantiska centralryggen publicerades år 1977 och var en av de faktorer som gjorde teorierna om kontinentaldrift och plattektonik accepterad. Tharp talade om hur det fanns bevis för kontinentaldrift innan den kända kartan publicerades. Dock avfärdades hennes påståenden som "tjejsnack". År 1997 utnämnde USA:s kongressbibliotek Tharp till en av de fyra främsta kartograferna under 1900-talet. 

## Biografi
Marie Tharp föddes som dotter till William och Bertha Tharp. Hennes far arbetade för USA:s jordbruksdepartement. Hans arbete innebar att familjen ofta behövde flytta och Marie Tharp hade studerat vid 17 skolor innan hon utexaminerades från high school. Marie Tharp började studera vid universitetet i Ohio år 1939 och tog examen 1943. Under denna period i historien sökte sig fler män till militären. Det annonserades ut att kvinnor behövdes i petroleumgeologi där inga kvinnor traditionellt hade arbetat. Tharp sökte sig till och blev antagen vid en utbildning i petroleumgeologi vid University of Michigan i Ann Arbor och avlade en masterexamen i ämnet. Tharp arbetade därefter vid Standard Oil i Oklahoma. Hon tilläts dock inte att utföra fältarbete då hon var kvinna. Senare arbetade Tharp vid Columbia Universitys Lamont Geological Observatory där hon träffade och senare arbetade tillsammans med Bruce Heezen under 30 år. Heezen utförde fältarbetet och Tharp skrivbordsarbetet fram till år 1968 då hon för första gången tilläts att vara med på en expedition. Tidigare var det förbjudet för kvinnor att delta vid dessa expeditioner. Heezen avfärdade länge Tharps tankar om kontinentaldrift och plattektonik eftersom dessa var kontroversiella tankar vid tiden. Tharp nämndes inte heller i flera av Heezens vetenskapliga publiceringar. År 1968 publicerades dock deras karta i National Geographic under namnet Atlantic Ocean Floor. År 1977 dog Heezen av en hjärtattack. Efter Heezens död färdigställde Tharp arbetet med kartan World Ocean Floor.
Likt många forskare tilldelades Tharp utmärkelser först under den senare delen av sin karriär. Hennes främsta utmärkelser innefattar National Geographic Society’s Hubbard Medalj (1978), Society of Woman Geographers Outstanding Achievement Award (1996), Woods Hole Oceanographic Institution’s Mary Sears Woman Pioneer in Oceanography Award (1999) och  Lamont–Doherty Earth Observatory Heritage Award (2001).